# Western Mining Company
Western Mining Company Limited (SSE: 601168) er et privatejet selskab fra det nordvestlige Kina. Selskabet er engageret i minedrift, smelteværk, handel med legeringer og metaller, inklusive kobber, bly, zink, jern, mangan, guld, sølv og aluminium. Koncernens hovedsæde er i Xining i Qinghai. Det er Kinas næststørste producent af blykoncentrat, fjerdestørste producent af zinkkoncentrat og syvendestørste producent af kobberkoncentrat med udvindingsrettigheder i flere udenlandske metalminer.
Selskabet blev børsnoteret på Shanghai Stock Exchange i 2007.